# Іванів Град
Іванів Град (словен. Ivanji Grad) — поселення в общині Комен, Регіон Обално-крашка, Словенія. Висота над рівнем моря: 289,1 м.